# Aidsportugal
Aidsportugal é um site resultante de um esforço colectivo de médicos e cientistas ligados à problemática do VIH/SIDA, que, com o apoio da indústria farmacêutica o desenvolveram, desde o ano de 2000, a partir da experiência do 1º Congresso Virtual VIH/SIDA.
Esse esforço concretizou-se, a partir de 2002, na Sidanet, associação lusófona sem fins lucrativos.